# قتيبة بن سعيد
قتيبة بن سعيد البلخي أبو رجاء (150 هـ - 240 هـ). إمام حافظ محدث، رحَّآلة، صاحب سنة، سمع مالكًا والليث وطبقتهما. وروى عنه الجماعة سوى ابن ماجه. كتب الحديث عن ثلاث طبقات، وروى له البخاري 308 أحاديث، ومسلم 668 حديثًا